# ورونیکا فرس
ورونیکا فرس (آلمانی: Veronica Ferres؛ زادهٔ ۱۰ ژوئن ۱۹۶۵) یک هنرپیشه اهل آلمان است. وی از سال ۱۹۹۲ میلادی تاکنون مشغول فعالیت بوده‌است.

## فیلم‌شناسی

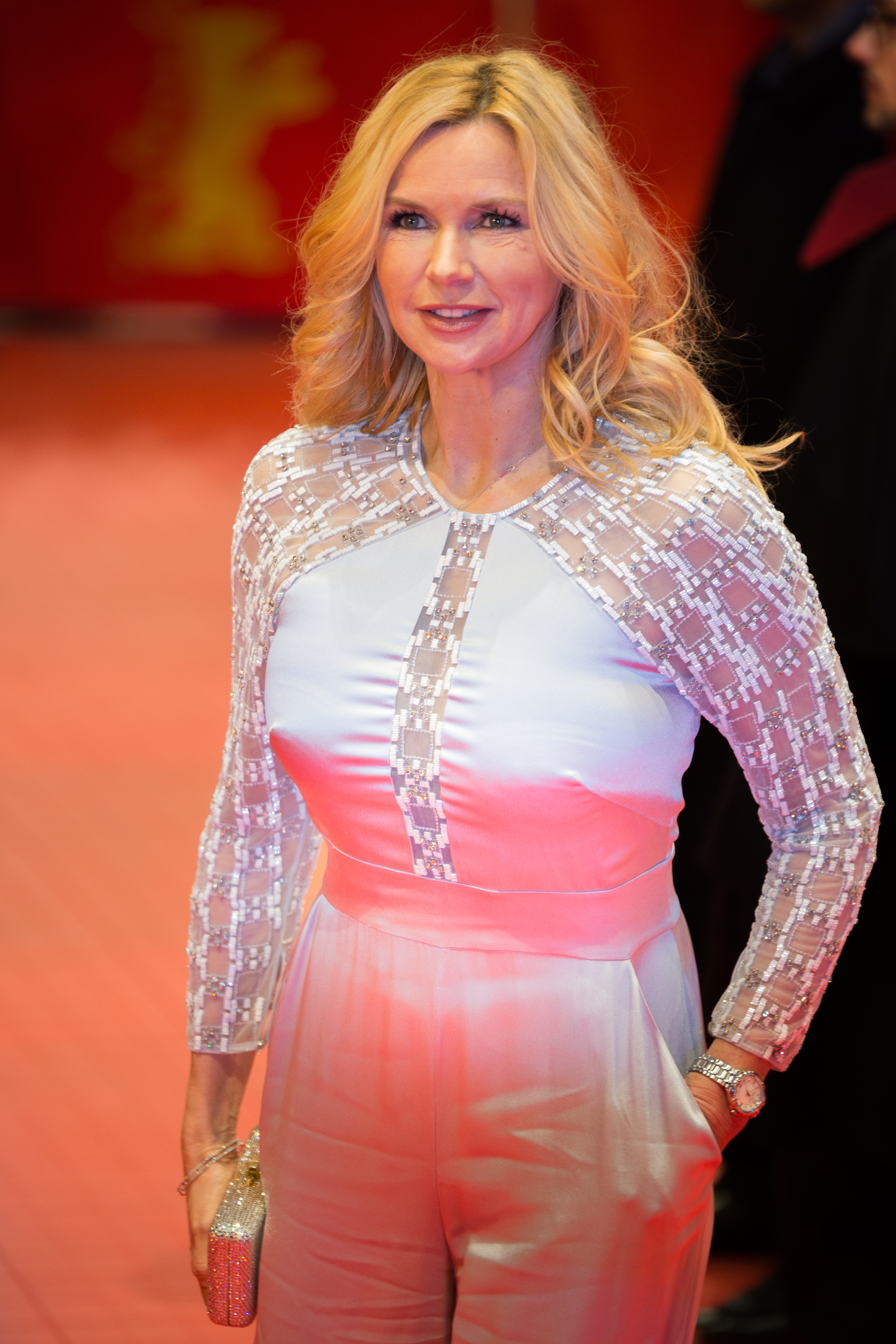

- پیژامه - ۱۹۸۸
- خانه دوم - ۱۹۸۸ تا ۱۹۹۲
- کمیسر و رکس - ۱۹۹۴
- فرشته نامرتب - ۱۹۹۷
- مینی سریال بینوایان - ۲۰۰۰
- آفریقای بدون آسمان - ۲۰۰۵
- آدام زنده‌شد -۲۰۰۸
- دختر روزانا - ۲۰۱۰
- گوشت و خون من -۲۰۱۱
- تغییرات کازانووا -۲۰۱۳
- پرداخت شبح (۲۰۱۵)
- کمدین (۲۰۱۶)
- فتنه (۲۰۱۸)
- ذهن سفید (۲۰۱۸)
- تماس صفر (۲۰۲۱)